# عائلة ساترديز
عائلة ساترديز (بالإنجليزية:The Secret Saturdays) هو مسلسل رسوم متحركة أمريكي من تأليف الكاريكاتور جاي ستيفنز لقناة كرتون نتورك تم عرضه لأول مره في 3 أكتوبر 2008 واستمر عرضه حتى 30 يناير 2010 بمعدل 36 حلقة، كما تم بثه لمرة أخرى على قناة بوميرانغ في 05 ديسمبر 2011 وانتهى في 01 يونيو 2014، في العالم العربي تمت دبلجة المسلسل للغة العربية من طرف أستديو إيمدج برودكشن هاوس وعرض على قناة إم بي سي 3 .

## القصة
عائلة سترديز عائله خارقة ومعهم ثلاث مخلوقات كربتزدز
وهم يحمون البشر من شرير يُدعى ارغوست وفي البداية خال زاك (دويل) كان يعمل لدى فانروك وأرغوست ولكن بعد ان يلتقي بأخته والدة زاك بعد ان ظن انها ماتت وهي صغيره
يترك العمل لدى أرغوست وبعدها فانروك يترك أيضاً العمل عند أرغوست ويصبح صديق دويل ويكون معجب بأخت دويل التي هي ام زاك وتسمه درووه وفانروك ينقذ درووه من الموت بالقفز امامها ويموت بدلا عنها عندما يذهب دويل وزاك لمدينه لتدريب وتهاجمهم البحيرة يكتشف زاك ان الأسمنت يقتل البحيرة
وهناك توأم شرير لزاك يعمل لأرغوست والفرق بين زاك وتوأمه الشرير هو لون الشعر
أما بالنسبة لمخلب زاك فوالد زاك الذي يسمى دووك قاتل وحشاً ليحصل على المخلب وحماية زاك ودرووه وحينما كبر زاك دووك اعطاه المخلب بعد ان فقد عينه لاجله

## الشخصيات
الطفل زاك وخاله وفسكرتن ودوك ودرووى وارغوست وفانروك

## الأصوات العربية
- شربل أيوب
- جيل يوسف
- علي الزين
- بيان أبو شقرا (مدرجة باسم بيان أبو شقر)
- رنا الرفاعي
- إبراهيم ماضي
- سيلينا شويري (مدرجة باسم سيلينا شويرس)

## روابط خارجية
- Jay Stephens' Blog
- Cryptids Are Real! نسخة محفوظة 20 أغسطس 2008 على موقع واي باك مشين., viral marketing website
- Weirdworld Show, website for the show within a show: Weirdworld
- عائلة ساترديز في قاعدة بيانات الرسوم المتحركة الكبيرة
- عائلة ساترديز على موقع IMDb (الإنجليزية)
- عائلة ساترديز على موقع ميتاكريتيك (الإنجليزية)
- عائلة ساترديز على موقع روتن توميتوز (الإنجليزية)
- عائلة ساترديز على موقع كينوبويسك (الروسية)
- عائلة ساترديز على موقع قاعدة بيانات الفيلم (الإنجليزية)